# Parco nazionale del Catatumbo
Il parco nazionale del Catatumbo, in spagnolo Parque Nacional Ciénagas de Juan Manuel, è un'area protetta del Venezuela, il secondo parco naturale dello stato Zulia, situato nella vasta pianura tra la Sierra de Perijá e il Lago di Maracaibo.

## Territorio
L'area comprende una vasta palude tra los llanos dello Zulia occidentale e il Lago di Maracaibo, del quale copre pure un piccolo tratto di costa, nell'area sud-occidentale. Si tratta prevalentemente di un vasto territorio impantanato, senza cime di rilievo né grandi dislivelli o variazioni isometriche, alla foce del rio Catatumbo. È conosciuta in Venezuela anche come Aguas Blancas y Aguas Negras (Acque Bianche e Acque Nere) o Ciénegas Juan Manuel (Palude Juan Manuel). Nelle vicinanze c'è il porto fluviale di Encontrados, importante internodo logistico del lago di Maracaibo e del Venezuela sud-occidentale.

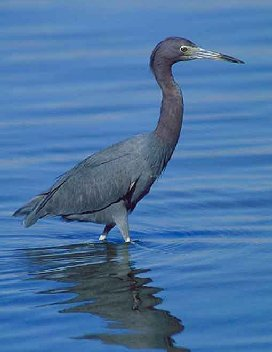
Airone azzurro

## Clima
Le temperature oscillano dai 22 gradi ai 32, con un elevatissimo tasso di umidità.
L'area è conosciuta in tutto il paese per un peculiare fenomeno magnetico, unica località in tutto il mondo a presentare una simile peculiarità. Si tratta di una scarica elettrica insolitamente frequente che cade nelle pianure e che non dà tuono, il «Relámpago del Catatumbo»: dei fulmini cadono in continuazione e in maggior quantità rispetto al circondario, a intervalli di pochi minuti.

## Flora
La flora è di scarsa importanza naturalistica, caratterizzata prevalentemente dallo strato erbaceo e dalle specie di palude. Qualche lembo residuo di foresta stabilmente inondata, lungo le rive del rio Catatumbo, rappresentano le ultime formazioni vegetali riparie intatte del Venezuela.

## Fauna
La fauna acquatica è abbondante, soprattutto l'avifauna. Frequenti avvistamenti di Airone bianco (in spagnolo garza blanca), l'airone azzurro (Egretta caerulea, in spagnolo garza azul), i jabiru (Jabiru mycteria, in spagnolo garzones soldatos), anatre (patos), gabbiani, sterne e diverse specie di rapaci localmente noti come caracaras. Nonostante la ricchezza di biodiversità, non esiste nessun censimento faunistico scientificamente sistemato.